# Pabil
Der Pabil (auch Ganesh IV) ist mit einer Höhe von 7104 m der dritthöchste Berg im Ganesh Himal. 
Der Gipfel befindet sich an der Grenze der beiden nepalesischen Verwaltungszonen Bagmati und Gandaki, knapp 3 km von der chinesischen Grenze entfernt. Die Erstbesteigung fand am 16. Oktober 1978 durch eine japanische Expedition statt.